# Cristina López Valverde
Pour les articles homonymes, voir Cristina López, López et Valverde.
Cristina del Carmen López Valverde, née le 15 février 1959 à San Juan, est une femme politique argentine.
Elle siège au Sénat argentin depuis 2017.